# Dva ve fraku
Dva ve fraku je český animovaný televizní seriál z roku 1995 poprvé vysílaný v rámci Večerníčku v září téhož roku. Námět zpracoval Rudolf Čechura, který současně zpracoval i scénář. Technickou stránku scénáře dodala Nataša Boháčková, která se věnovala i režii. Výtvarnou stránku seriálu dodal Michal Švec za spolupráce Marie Axamitové. Komentář namluvil Miroslav Donutil. Kameru obstaral Jan Chvojka. Hudbu zkomponoval Zdeněk Zdeněk. Bylo natočeno 7 epizod, každá epizoda trvala 9 minut.

## Synopse
Příběhy pana Tučňáka a paní Tučňákové, které se stanou poté, co omylem si vlezli do lednice a nákladní auto je odvezlo daleko od jejich domova…

## Seznam dílů
1. Tučňáci z lednice
2. Nebezpeční tučňáci
3. Tučňáci na práci
4. Tučňáci u ledu
5. Tučňáci na háčku
6. Tučňáci – reklamní ptáci
7. Tučňáci jsou ptáci

## Další tvůrci
- Animace: Jiří Plas, Květoslava Zbyňková, Věra Michlová, Jarmila Rabanová
- Výtvarník: Michal Švec
- Výtvarná spolupráce: Marie Axamitová